# Natação no Campeonato Europeu de Esportes Aquáticos de 2018 - 1500 m livre masculino
A prova dos 1500 metros livre masculino da natação no Campeonato Europeu de Esportes Aquáticos de 2018 ocorreu nos dias 4 e 5 de agosto no Tollcross International Swimming Centre, em Glasgow no Reino Unido. 

## Calendário
| Fase          | Data        | Hora  |
| ------------- | ----------- | ----- |
| Eliminatórias | 4 de agosto | 10:52 |
| Final         | 5 de agosto | 17:00 |

Todos os horários estão no horário local (UTC+0)

## Recordes
Antes desta competição, os recordes eram os seguintes:
|                       | Nadador              | Tempo    | Local   | Data                |
| --------------------- | -------------------- | -------- | ------- | ------------------- |
| Recorde mundial       | Sun Yang             | 14:31.02 | Londres | 4 de agosto de 2012 |
| Recorde europeu       | Gregorio Paltrinieri | 14:34.04 | Londres | 18 de maio de 2016  |
| Recorde do campeonato | Gregorio Paltrinieri | 14:34.04 | Londres | 18 de maio de 2016  |

## Medalhistas
| Ouro                    | Prata                    | Bronze                     |
| Florian Wellbrock (GER) | Mykhailo Romanchuk (UKR) | Gregorio Paltrinieri (ITA) |

## Resultados

### Eliminatórias
Esses foram os resultados das eliminatórias. 
| Pos. | Bateria | Raia | Nadador                | Nacionalidade | Tempo    | Notas |
| ---- | ------- | ---- | ---------------------- | ------------- | -------- | ----- |
| 1    | 2       | 6    | Damien Joly            | França        | 14:53.52 | Q     |
| 2    | 1       | 4    | Mykhailo Romanchuk     | Ucrânia       | 14:53.79 | Q     |
| 3    | 2       | 5    | Florian Wellbrock      | Alemanha      | 14:54.55 | Q     |
| 4    | 2       | 4    | Gregorio Paltrinieri   | Itália        | 14:54.85 | Q     |
| 5    | 1       | 5    | Henrik Christiansen    | Noruega       | 14:58.03 | Q     |
| 6    | 1       | 6    | Jan Micka              | Chéquia       | 14:58.94 | Q     |
| 7    | 1       | 3    | Domenico Acerenza      | Itália        | 14:59.35 | Q     |
| 8    | 2       | 3    | Serhiy Frolov          | Ucrânia       | 15:02.93 | Q     |
| 9    | 2       | 8    | Marin Mogić            | Croácia       | 15:04.45 |       |
| 10   | 1       | 1    | Anton Ipsen            | Dinamarca     | 15:05.86 |       |
| 11   | 1       | 7    | Ilya Druzhinin         | Rússia        | 15:06.43 |       |
| 12   | 2       | 9    | Tom Derbyshire         | Reino Unido   | 15:11.45 |       |
| 13   | 2       | 0    | Vuk Čelić              | Sérvia        | 15:11.52 |       |
| 14   | 1       | 2    | David Aubry            | França        | 15:15.61 |       |
| 15   | 2       | 1    | Victor Johansson       | Suécia        | 15:15.75 |       |
| 16   | 2       | 2    | Gergely Gyurta         | Hungria       | 15:28.70 |       |
| 17   | 1       | 8    | Dávid Lakatos          | Hungria       | 15:33.96 |       |
| 18   | 1       | 0    | Guilherme Pina         | Portugal      | 15:39.89 |       |
| 19   | 2       | 7    | Andreas Georgakopoulos | Grécia        | 16:01.83 |       |
| 20   | 1       | 9    | Franc Aleksi           | Albânia       | 16:29.27 |       |

### Final
Esse foi o resultado da final. 
| Pos.              | Raia | Nadador              | Nacionalidade | Tempo    | Notas |
| ----------------- | ---- | -------------------- | ------------- | -------- | ----- |
| Medalha de ouro   | 3    | Florian Wellbrock    | Alemanha      | 14:36.15 |       |
| Medalha de prata  | 5    | Mykhailo Romanchuk   | Ucrânia       | 14:36.88 |       |
| Medalha de bronze | 6    | Gregorio Paltrinieri | Itália        | 14:42.85 |       |
| 4                 | 1    | Domenico Acerenza    | Itália        | 14:51.88 |       |
| 5                 | 2    | Henrik Christiansen  | Noruega       | 14:56.47 |       |
| 6                 | 4    | Damien Joly          | França        | 14:57.82 |       |
| 7                 | 8    | Serhiy Frolov        | Ucrânia       | 14:58.46 |       |
| 8                 | 7    | Jan Micka            | Chéquia       | 14:59.49 |       |

Legenda
| Recorde mundial       | Recorde mundial (World record)               |                       | Recorde africano                      | Recorde africano (African) |                                           | Q | Classificado por posição (Qualified) |
| Recorde do campeonato | Recorde do campeonato (Championship record)  | Recorde da América    | Recorde da América (Americas)         | q                          | Classificado por melhor tempo (Qualified) |   |                                      |
| Melhor marca do ano   | Melhor marca do ano (World leading)          | Recorde asiático      | Recorde asiático (Asian)              | DNS                        | Não largou (Did not start)                |   |                                      |
| Recorde nacional      | Recorde nacional (National record)           | Recorde europeu       | Recorde europeu (European)            | DNF                        | Não terminou (Did not finish)             |   |                                      |
| Recorde pessoal       | Recorde pessoal do atleta (Personal best)    | Recorde da Oceania    | Recorde da Oceania (Oceania)          | DSQ / DQ                   | Desclassificado (Disqualified)            |   |                                      |
| Recorde da temporada  | Recorde da temporada do atleta (Season best) | Recorde sul-americano | Recorde sul-americano (South America) | NM                         | Sem marca (No mark)                       |   |                                      |